# Politikåret 1945

## Händelser

### Januari
- 5 januari - Sovjetunionen erkänner den nya sovjetvänliga regeringen i Polen.

### Februari
- 4-11 februari - Jaltakonferensen hålls med deltagande av "de tre stora" (Winston Churchill, Franklin D. Roosevelt och Josef Stalin). De tre stormakterna Storbritannien, USA och Sovjetunionen delar upp Europa i intresseområden, varvid Stalin kräver diverse östeuropeiska stater, som en buffertzon mot övriga Europa.
- 10 februari - Sveriges utrikesminister Christian Günther uttalar sig för en räddningsaktion för norska och danska fångar i Tyskland.
- 12 februari - Sveriges ambassadör i Tyskland meddelar tyska utrikesministeriet att Sverige kan ta emot judar "utan inskränkning".
- 5 februari - 125 000 svenska metallarbetare går i strejk, den mest omfattande i Sverige sedan storstrejken 1909.
- 19 februari - Den svenske greven Folke Bernadotte kommer till Berlin, där han träffar Heinrich Himmler, för att förhandla om frisläppande av skandinaviska koncentrationslägerfångar.

### Mars
- 6 mars
  - Folke Bernadotte uttalar, att han anser att man bör börja med att rädda judar från koncentrationslägret Theresienstadt.
  - En kommunistisk regering installeras i Rumänien.
- 8 mars - Josip Broz, alias Tito, bildar regering i Jugoslavien.
- 16 mars - Den svenske säkerhetschefen beordrar att endast ledande nazister och kommunister skall registreras.
- 19 mars - Adolf Hitler ger order om att alla fabriker och kommunikationer i Tyskland ska förstöras.
- 26 mars - Vid ett möte på svenska UD bestäms att man med de vita bussarnas hjälp i första hand skall rädda danskar och norrmän, i andra hand 25 000 fransyskor, i tredje hand judar.
- 27-28 mars - Svenska Röda korset tvingas föra 2 000 sjuka och döende franska, ryska och polska fångar från uppsamlingslägret Neuengamme till ännu omänskligare filialläger. Därigenom bereder man plats åt danska och norska fångar, som skall föras från Tyskland.
- 30 mars - Sovjetunionen invaderar Österrike och intar Wien.

### April
- 12 april - Vicepresidenten Harry S. Truman efterträder avlidne Franklin D. Roosevelt som USA:s president.[1]
- 20-24 april - Norbert Masur, Felix Kersten och Folke Bernadotte träffar Heinrich Himmler och diskuterar frisläppandet av fler skandinaviska lägerfångar.
- 22 april - Arabförbundet bildas.
- 23 april - Heinrich Himmler möter Folke Bernadotte på Eschenburgerstrasse 7 i Lübeck, och ber denne framföra till de allierade att han medger nederlaget.
- 25 april - För första gången under kriget möts amerikanska och sovjetiska trupper i staden Torgau, vilket leder till att Tyskland delas i två delar.
- 28 april - Benito Mussolini och hans älskarinna Clara Petacci arkebuseras och hängs upp och ned av italienska partisaner.
- 30 april
  - Adolf Hitler och hans dagsfärska hustru Eva Braun begår självmord i Führerbunkern i Berlin.
  - Storamiral Karl Dönitz efterträder Hitler som tysk rikspresident. Joseph Goebbels utses till rikskansler.

### Maj
- 1 maj - Storamiral Karl Dönitz utnämner greve Lutz Schwerin von Krosigk till tysk rikskansler.
- 4 maj - Danmark blir åter fritt från den tyska ockupationen.
- 5 maj - Vilhelm Buhl tillträder som Danmarks statsminister.[2]
- 7 maj - Tyskland kapitulerar villkorslöst, varvid bland annat Norge åter blir fritt från den tyska ockupationen. Glädjescener utbryter i hela Sverige.
- 8 maj - Denna dag tar andra världskriget i Europa officiellt slut och den proklameras som VE-day (Victory in Europe; Seger i Europa). Glädjescener utbryter i hela Europa.
- 9 maj
  - Amerikanska trupper infångar Hermann Göring.
  - Norska trupper arresterar Vidkun Quisling.
- 14 maj - Tillförordnade Oscar Torp efterträder Johan Nygaardsvold som Norges statsminister.[3]
- 23 maj - Heinrich Himmler begår självmord i brittisk fångenskap.
- 28 maj - William Joyce alias Lord Haw-Haw infångas. Han ställs senare inför rätta i London för förräderi för sina engelskspråkiga sändningar i tysk radio riktade till allierade soldater. Han avrättas genom hängning i januari 1946.
- Maj - Man börjar förhandla om den svenska samlingsregeringens upplösande. Per Albin Hansson, som vill behålla den av fruktan för den svåra efterkrigspolitiken, får inget stöd för den någonstans.

### Juni
- 7 juni - Kung Håkon VII av Norge återvänder till Oslo.
- 9 juni - De svenska socialdemokraterna får igenom ett krav på utredning om vidsträckta förstatliganden.
- 11 juni - I Berlin bildar Grupp Ulbricht det nya KPD, Tysklands kommunistiska parti.
- 21 juni - Ferruccio Parri efterträder Ivanoe Bonomi som Italiens konseljpresident.[4]
- 25 juni - Einar Gerhardsen efterträder tillförordnade Oscar Torp som Norges statsminister.[3]
- 26 juni - Förenta Nationernas stadgar undertecknas.

### Juli
- 1 juli - Tyskland delas mellan de fyra ockupationsmakterna Storbritannien, USA, Frankrike och Sovjetunionen.
- 6 juli - Den svenska metallarbetarstrejken avblåses.
- 17 juli-2 augusti - Potsdamkonferensen, mellan Storbritannien, USA och Sovjet äger rum. Man diskuterar hur man skall göra med de besegrade länderna Tyskland och Italien.
- 26 juli - Winston Churchill avgår som Storbritanniens premiärminister till följd av Labourpartiets seger i de allmänna valen. Han efterträds av Clement Attlee.[5]
- 31 juli - Den samlingsregering som styrt Sverige under andra världskriget avgår, varvid Per Albin Hansson bildar en ren socialdemokratisk regering.

### Augusti
- 15 augusti - Japan kapitulerar till USA.
- 17 augusti - Indonesiska nationalister förklarar sig självständiga från Nederländerna. Achmad Sukarno blir president.[6]

### September
- 2 september - Japans officiella, villkorslösa kapitulation skrivs under ombord på USS Missouri. Närvarande är general Douglas MacArthur, amiral Chester Nimitz för USA och utrikesminister Mamoru Shigemitsu och Yoshihiro Umetsu för Japan. Därmed är andra världskriget officiellt slut.
- 8 september
  - Amerikanska trupper ockuperar den södra och sovjetiska den norra delen av Korea, vilket kommer att visa sig vara inledningen till Koreakriget.
  - Japans utrikesminister Tojo Hideki försöker begå självmord för att undkomma krigsförbrytarrättegång.
- September - De nordiska socialministrarna lägger fram ett utkast om gemensam arbetsmarknad.

### Oktober
- 17 oktober - Överste Juan Perón genomför en statskupp och blir Argentinas ledare.
- 21 oktober - Kvinnlig rösträtt införs i Frankrike.
- 22 oktober - Sveriges utrikesminister Östen Undén deklarerar i Sveriges riksdag att Sverige bör göra vissa avkall på neutraliteten för att kunna bli medlem i FN.
- 24 oktober
  - Den norske riksförrädaren Vidkun Quisling avrättas.
  - Förenta Nationerna (FN) bildas.[7]
- Oktober - I och med detta års slankvecka avskaffas det svenska statarsystemet.

### November
- 8 november - Knud Kristensen efterträder Vilhelm Buhl som Danmarks statsminister.[2]
- 13 november - Charles de Gaulle väljs till Frankrikes president.

### December
- 5 december - Sveriges riksdag antar en lag om humanisering av fångvården. Fångarna skall sitta mindre inlåsta i sina celler, och i stället behandlas i "öppen fångvård".
- 10 december - Alcide De Gasperi efterträder Ferruccio Parri som Italiens konseljpresident.[4]
- 19 december - Ett svenskt riksdagsbeslut tas om Skatt vid källan.

## Val och folkomröstningar
- 5 juli – Parlamentsval i Storbritannien.

## Organisationshändelser
- Okänt datum – CDU bildas i Tyskland.

## Födda
- 9 januari – Levon Ter-Petrossian, Armeniens president 1991–1998.
- 29 juni – Chandrika Kumaratunga, Sri Lankas president 1994–2005.
- 27 oktober – Luiz Inácio Lula da Silva, Brasiliens president 2003–2011.
- 11 november – Daniel Ortega, Nicaraguas president 1985–1990 och sedan 2007.
- 18 november – Mahinda Rajapaksa, Sri Lankas president 2005–2015.
- 5 december – Moshe Katsav, Israels president 2000–2007.

## Avlidna
- 12 april – Franklin D. Roosevelt, USA:s president 1933–1945.
- 26 mars – David Lloyd George, Storbritanniens premiärminister 1916–1922.
- 15 juni – Carl Gustaf Ekman, Sveriges statsminister 1926–1928 och 1930–1932.
- 26 juni – Emil Hácha, Tjeckoslovakiens president 1938–1939 och Böhmen-Mährens president 1939–1945.

### Fotnoter
1. ↑  ”United States of America”. World Statesmen. http://www.worldstatesmen.org/United_States.html. Läst 2 augusti 2015.
2. 1 2  ”Denmark” (på engelska). World Statesmen. http://www.worldstatesmen.org/Denmark.html. Läst 2 augusti 2015.
3. 1 2  ”Norway” (på engelska). World Statesmen. http://www.worldstatesmen.org/Norway.htm. Läst 2 augusti 2015.
4. 1 2  ”Italy” (på engelska). World Statesmen. http://www.worldstatesmen.org/Italy.htm. Läst 31 juli 2015.
5. ↑  ”United Kingdom” (på engelska). World Statesmen. http://www.worldstatesmen.org/United_Kingdom.html. Läst 2 augusti 2015.
6. ↑  ”Indonesia” (på engelska). World Statesmen. http://www.worldstatesmen.org/Indonesia.htm. Läst 7 november 2012.
7. ↑  ”United Nations” (på engelska). World Statesmen. http://www.worldstatesmen.org/International_Organizations2.html#UN. Läst 23 november 2012.